# Nürnberger Christopher Street Day
Der Nürnberger Christopher Street Day (auch CSD Nürnberg oder Nürnberg Pride) ist eine in Nürnberg jährlich Anfang August durchgeführte Demonstration für die Rechte von Lesben, Schwulen, Bisexuellen, Transgender, Intersexuellen und queeren Menschen, an der über 20.000 Menschen teilnehmen. Der CSD Nürnberg ist Mitglied im CSD Deutschland e.V., dem Dachverein aller Prideveranstaltungen in Deutschland.

## Demoroute

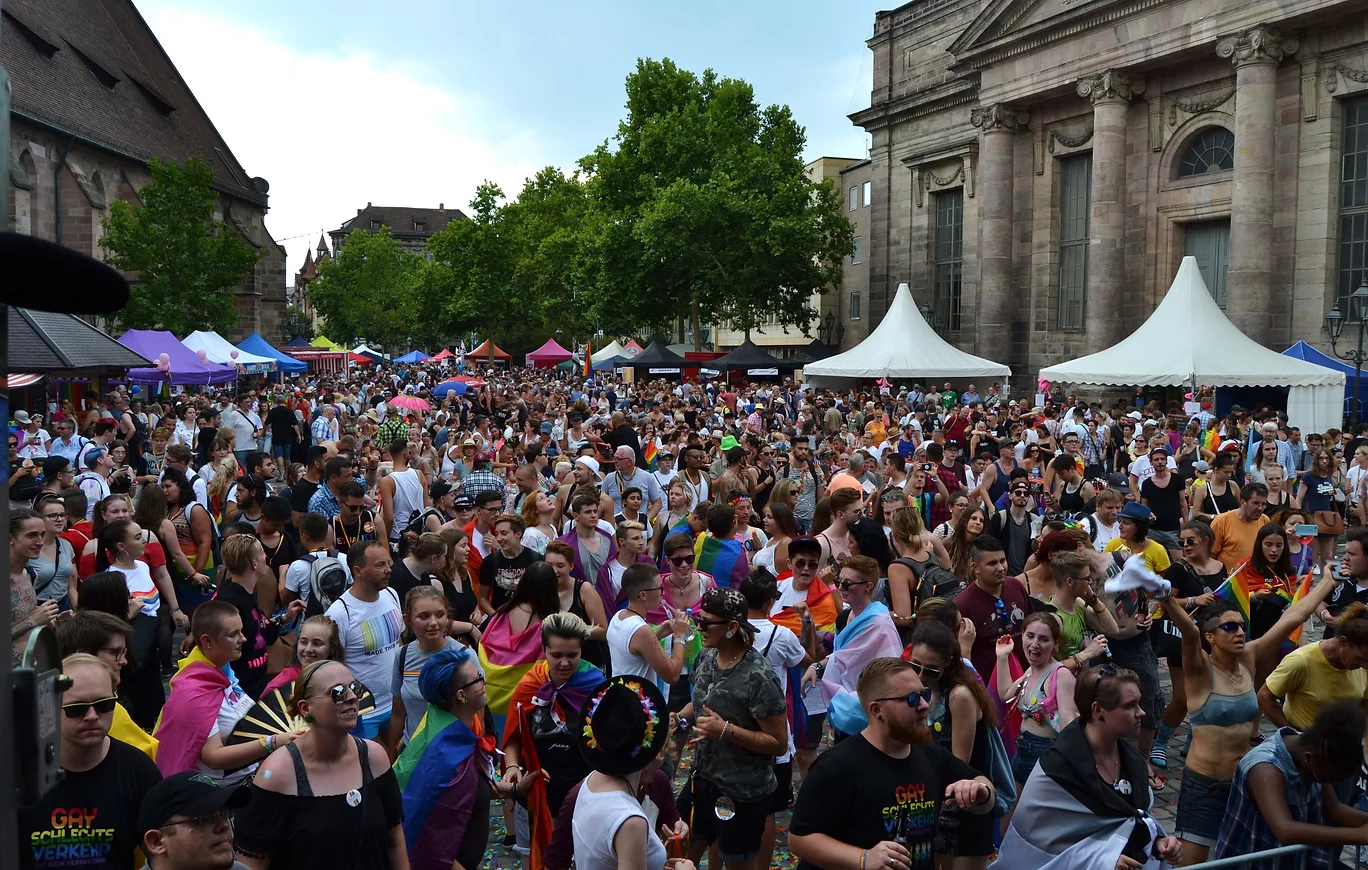
Abschlussveranstaltung am Jakobsplatz (2018)

Der CSD Nürnberg hat seit 2006 eine feste Route mit Parade. Diese startet am Berliner Platz bei der Reformations-Gedächtnis-Kirche. Von dort führt die rund 3,6 Kilometer lange Paradestrecke über den Rathenauplatz durch das Laufer Tor und die Theresienstraße über den Obstmarkt, den Hans-Sachs-Platz und die Spitalbrücke durch die Peter-Vischer-Straße, die Theatergasse und zum Königstor und Bahnhofsplatz, ehe sie über den Frauentorgraben zum Magnus-Hirschfeld-Platz führt. Hier befindet sich seit 2013 die Gedenkstätte für die homosexuellen Opfer des NS-Regimes, an der mit einer Kranzniederlegung und Schweigeminute traditionell der Opfer gedacht wird. Daran anschließend geht es weiter über das Sterntor durch die Grasersgasse zum Kornmarkt, an welchem die Abschlusskundgebung beim Eingang zur Straße der Menschenrechte stattfindet. Vor Einrichtung der Gedenkzeremonie führte die Route vom Rathenauplatz über den Laufer- und Marientorgraben zum Bahnhofsplatz und von dort aus durch die Königstraße und ab der Mauthalle über den Hallplatz zum Kornmarkt.
Vor 2006 fand der CSD nur in Form einer Kundgebung am Hans-Sachs-Platz statt, die 2000 aus Platzgründen auf den Jakobsplatz verlegt wurde. Von 2006 bis 2019 führte die Route im Anschluss an den Kornmarkt noch rund 400 Meter weiter über die Kurt-Schumacher-Straße zum Jakobsplatz, an dem dann zwischen Weißem Turm, sowie der Elisabeth- und Jakobskirche die Abschlusskundgebung stattfand.
2024 sowie 2025 startete die Prideparade, auf Grund von Bauarbeiten auf der Bayreuther Straße, am Prinzregentenufer. Zudem verlief der Demozug 2025 auf Grund der Umbauarbeiten am Obstmarkt über den Rathausplatz und den Hauptmarkt bis zum Maxplatz sowie anschließend über die Maxbrücke, den Unschlittplatz, die Karl-Grillenberger-Straße, den Jakobsplatz am Weißen Turm und die Dr.-Kurt-Schumacher-Straße zum Kornmarkt.

## Geschichte

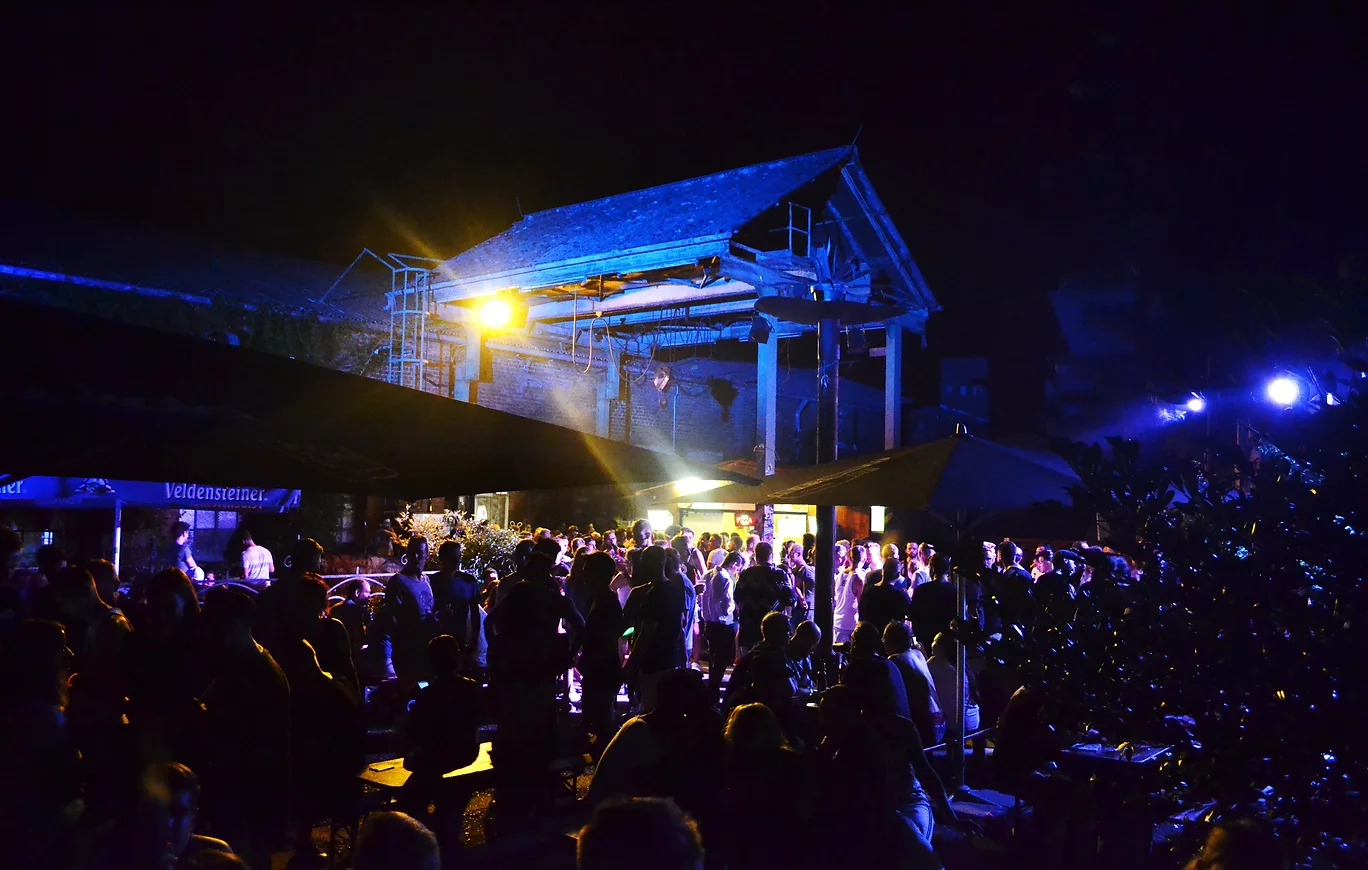
Offizielle CSD-Feier im Hirsch (2018)

Der erste Nürnberger CSD fand am 30. Juni 1998, damals noch unter dem Namen LesBiSchwules Straßenfest statt. Um das Ereignis herum finden in den zwei Wochen zuvor auch die Pride Weeks statt, die unter anderem Szene- und Kulturführungen, Lesungen, Konzerte, Kneipen-Quiz, ein Picknick, Workshops, Infoveranstaltungen, Poetry-Slam, Ausstellungen, politische Veranstaltungen, einen CSD-Infostand, Kulinarisches, Sportevents, Filmabende, eine Wanderung, eine Motorradausfahrt oder Schulprojekte umfassen. Insgesamt gibt es rund 60 Veranstaltungen. Am Hauptwochenende findet nach Abschluss der Parade am Kornmarkt bis 22 Uhr eine CSD-Feier mit Bühnenprogramm, und im Anschluss eine offizielle Afterparty im Hirsch und seit 2022 auch im benachbarten Club Die Rakete statt. Am Sonntag Nachmittag ist auf dem Kornmarkt ebenso ein Bühnenprogramm geboten.

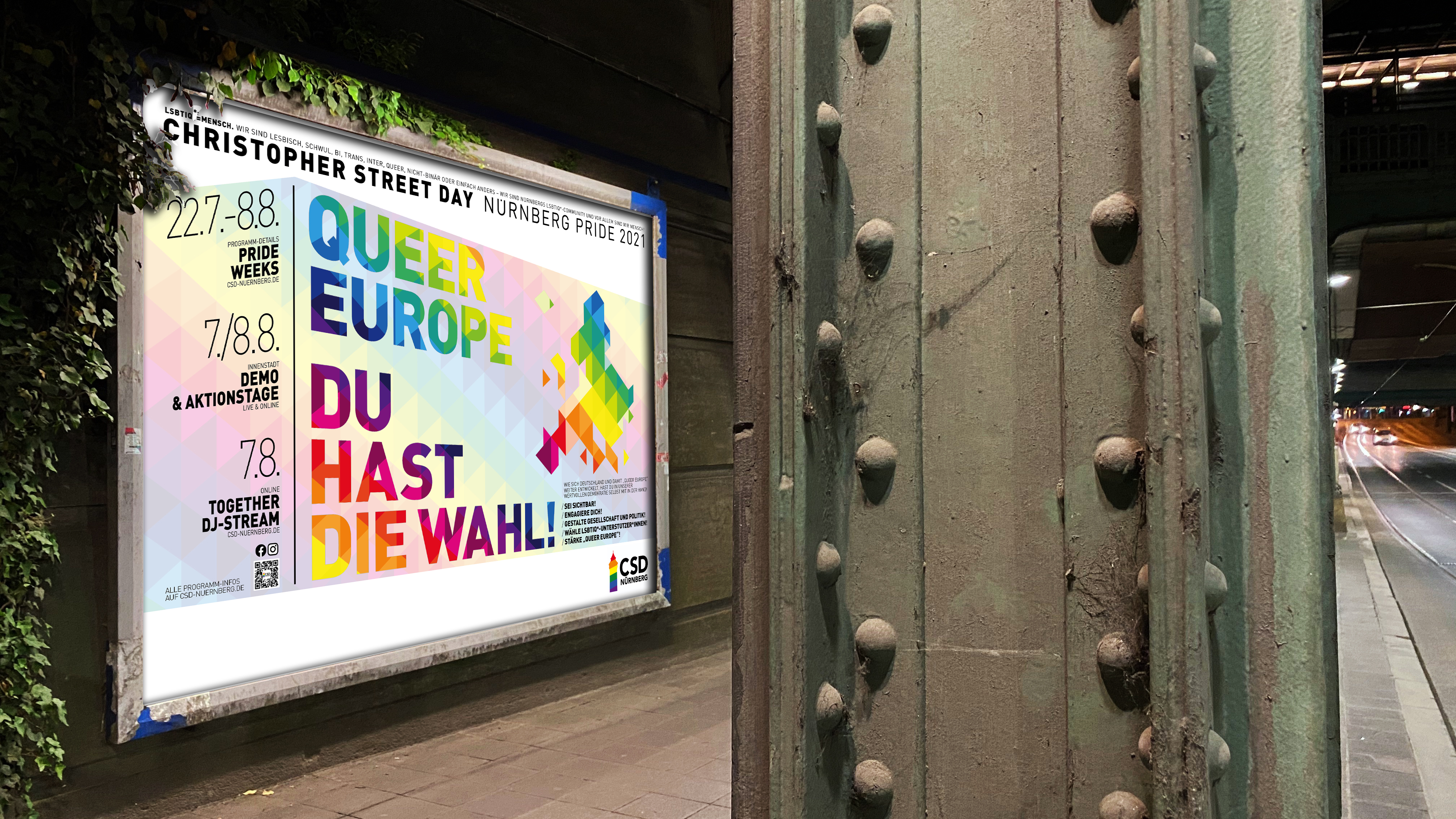
Plakat für den CSD 2021 im Steinbühler Tunnel

Auf Grund der Corona-Pandemie fand der CSD 2020 ohne Parade und nur in Form einer Menschenkette mit Abstand zwischen Weißem Turm und Lorenzkirche statt. Rund um die Pride Weeks gab es aber auch mehrere kleinere Veranstaltungen. Die Pride 2021 fand zwar wieder mit einer Parade, allerdings auch unter Abstandsregelungen und Hygienemaßnahmen, wie einer FFP2-Maskenpflicht statt.
Im Januar 2022 gab die Rummelsberger Diakonie bekannt, als erstes evangelisches Sozialunternehmen überhaupt den Nürnberger Christopher Street Day als Hauptsponsor zu unterstützen. Negative Kritik am Engagement der Diakonie kam vom Arbeitskreis Bekennender Christen in Bayern und dem Evangelischen Arbeitskreis der CSU. Positive Resonanz gab es hingegen in der Stadtratsfraktion der Grünen. Zu Fronleichnam fand 2022 auch der erste Come-Together-Cup Franken, ein überregionales Benefiz-Fußballturnier, das zur Verständigung zwischen homo- und heterosexuellen Menschen für Freizeitsportler veranstaltet wird, statt. Die Erlöse des Cups kamen dem Förderverein CSD Nürnberg und dem Verein Fliederlich zugute. Als Schirmherren traten die Oberbürgermeister der Städte Nürnberg, Fürth und Erlangen Markus König, Thomas Jung und Florian Janik auf, Botschafter des Cups waren die Sportjournalistin Katrin Müller-Hohenstein, der Schiedsrichter Deniz Aytekin und die Bundestagsabgeordnete Tessa Ganserer. Eine jährliche Wiederholung ist geplant.
Seit 2023 findet eine Woche vor dem offiziellen CSD auch ein sogenannter unkommerzieller CSD statt. Dieser soll in Gedenken an die revolutiäneren Stonewall Proteste eine Demonstration aus der queeren Community ohne finanzieller Beteiligung von Konzernen oder Parteien darstellen. 2023 fanden die Anfangs- und Schlusskundgebungen des unkommerziellen CSDs am Kornmarkt, 2024 am Jamnitzerplatz sowie 2025 im Rosenaupark statt.
2024 fand im Club Mach 1 auch das erste Mal die Auftaktparty Pink Bananas zu den Prideweeks statt. Zuvor fand diese jährlich im Parkcafe im Nürnberger Stadtpark statt.

## Mottos und Teilnehmerzahlen
In den Anfangsjahren war der Nürnberger CSD eine relativ kleine Veranstaltung. Von einigen hundert Teilnehmern im Jahr 1998 wuchs die Zahl in den 2000er Jahren langsam auf einige Tausend an, bis man 2018 mit über 20.000 Teilnehmern den bislang größten CSD feierte. Erst ab 2006 gab sich der Nürnberger CSD jährlich ein Leitmotto. Für das Jahr 2022 hatte sich Nürnberg zusammen mit neun anderen Städten in Bayern, wie Erlangen oder Regensburg, erstmals für ein gemeinsames Pride-Motto, nämlich Sichtbarkeit schafft Sicherheit entschieden. Im Jahr 2023 folgte darauf mit Queerer Aktionsplan Bayern jetzt! ein gemeinsames Motto aller CSDs in Bayern. 2025 gibt es mit Nie wieder still! erstmals ein bundesweites Motto aller Pride-Veranstaltungen in Deutschland.
Die Christopher Street Days seit 1998:
| Jahr | Demonstrationstag | Teilnehmer | Gruppen       | Motto                                                       | Quelle                            |
| ---- | ----------------- | ---------- | ------------- | ----------------------------------------------------------- | --------------------------------- |
| 1998 | ?                 | ?          | keine Parade  | 1. LesBiSchwules Straßenfest                                | [ 1 ] [ 6 ]                       |
| 1999 | ?                 | ?          | keine Parade  | 2. LesBiSchwules Straßenfest                                | [ 21 ]                            |
| 2000 | ?                 | ?          | keine Parade  | 3. LesBiSchwules Straßenfest                                | [ 21 ]                            |
| 2001 | ?                 | ?          | keine Parade  | 4. LesBiSchwules Straßenfest                                | [ 21 ]                            |
| 2002 | 3. August         | ?          | keine Parade  | 5. LesBiSchwules Straßenfest                                | [ 21 ]                            |
| 2003 | 2. August         | ?          | keine Parade  | 6. LesBiSchwules Straßenfest – CSD 2003                     | [ 21 ]                            |
| 2004 | 7. August         | ?          | keine Parade  | 7. LesBiSchwules Straßenfest                                | [ 21 ]                            |
| 2005 | 6. August         | ?          | keine Parade  | CSD Sommerfestparty                                         | [ 21 ]                            |
| 2006 | 3. August         | ?          | ?             | Ohne uns ?!                                                 | [ 21 ]                            |
| 2007 | 4. August         | ?          | ?             | Gleichheit gleich Chance                                    | [ 21 ]                            |
| 2008 | 2. August         | ?          | ?             | Vielfalt statt Einfalt                                      | [ 21 ]                            |
| 2009 | 1. August         | ?          | ?             | In Bewegung                                                 | [ 21 ] [ 24 ]                     |
| 2010 | 7. August         | ?          | ?             | Akzeptanz – und wir?                                        | [ 21 ] [ 25 ]                     |
| 2011 | 6. August         | ?          | ?             | Nürnberg stellt sich que(e)r                                | [ 21 ] [ 26 ]                     |
| 2012 | 7. August         | ?          | ?             | Hand in Hand in jedem Land…                                 | [ 21 ] [ 27 ]                     |
| 2013 | 3. August         | 2.500      | ?             | Achtung Kirche: Homophie ist Sünde – Gegensteuern!          | [ 21 ] [ 28 ]                     |
| 2014 | 2. August         | 3.000      | ?             | Gute Liebe – Schlechte Liebe? Wir lieben doch nicht anders! | [ 21 ] [ 29 ]                     |
| 2015 | 1. August         | 5.000      | ?             | Nürnberg hält zusammen                                      | [ 21 ] [ 30 ]                     |
| 2016 | 6. August         | 10.000     | ?             | Vielfalt verdient Respekt. Grenzenlos!                      | [ 21 ] [ 31 ] [ 32 ]              |
| 2017 | 5. August         | 13.000     | ?             | Wir sind queer! – Gemeinsam stark!                          | [ 21 ] [ 33 ]                     |
| 2018 | 4. August         | 20.000     | 27            | Community leben – sei dabei                                 | [ 21 ] [ 34 ] [ 35 ]              |
| 2019 | 3. August         | 15.000     | ?             | 50 Jahre Pride – Danke für...                               | [ 1 ] [ 21 ] [ 36 ] [ 37 ]        |
| 2020 | 1. August         | 1.000      | keine Parade  | Queer Europe – Kein Schritt zurück!                         | [ 2 ] [ 21 ] [ 38 ] [ 39 ] [ 40 ] |
| 2021 | 7. August         | 5.000      | keine Gruppen | Queer Europe – Du hast die Wahl!                            | [ 21 ] [ 41 ] [ 42 ] [ 43 ]       |
| 2022 | 6. August         | 11.000     | 34            | Sichtbarkeit schafft Sicherheit                             | [ 5 ] [ 44 ] [ 45 ] [ 46 ]        |
| 2023 | 5. August         | 11.000     | 50            | Queerer Aktionsplan Bayern jetzt!                           | [ 47 ] [ 48 ]                     |
| 2024 | 3. August         | 12.500     | 57            | 25 Jahre & lauter denn je!                                  | [ 49 ] [ 50 ]                     |
| 2025 | 9. August         | 17.500     | 56            | Nie wieder still!                                           | [ 51 ] [ 52 ]                     |

## Bilder

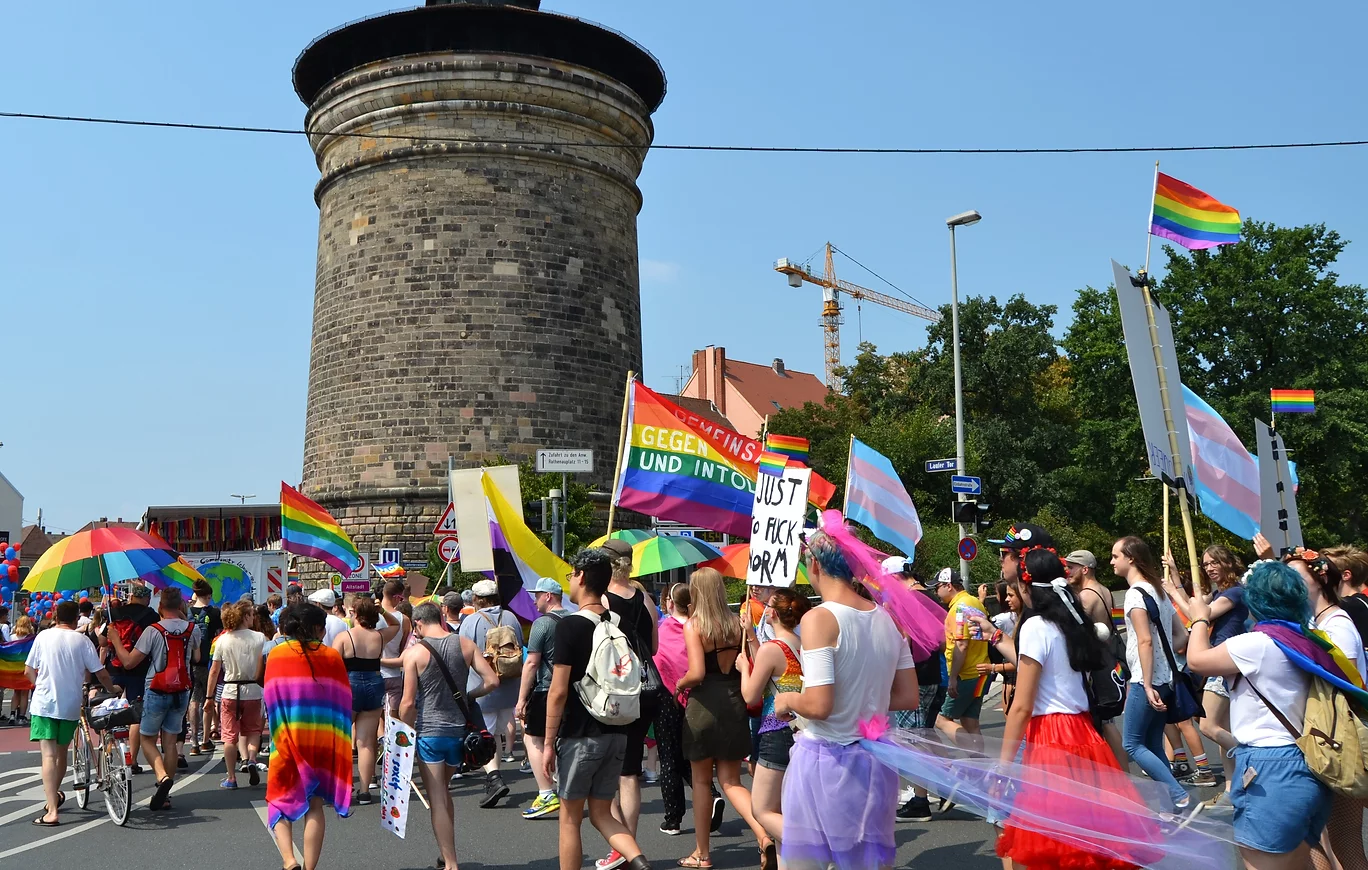
CSD am Laufer Tor
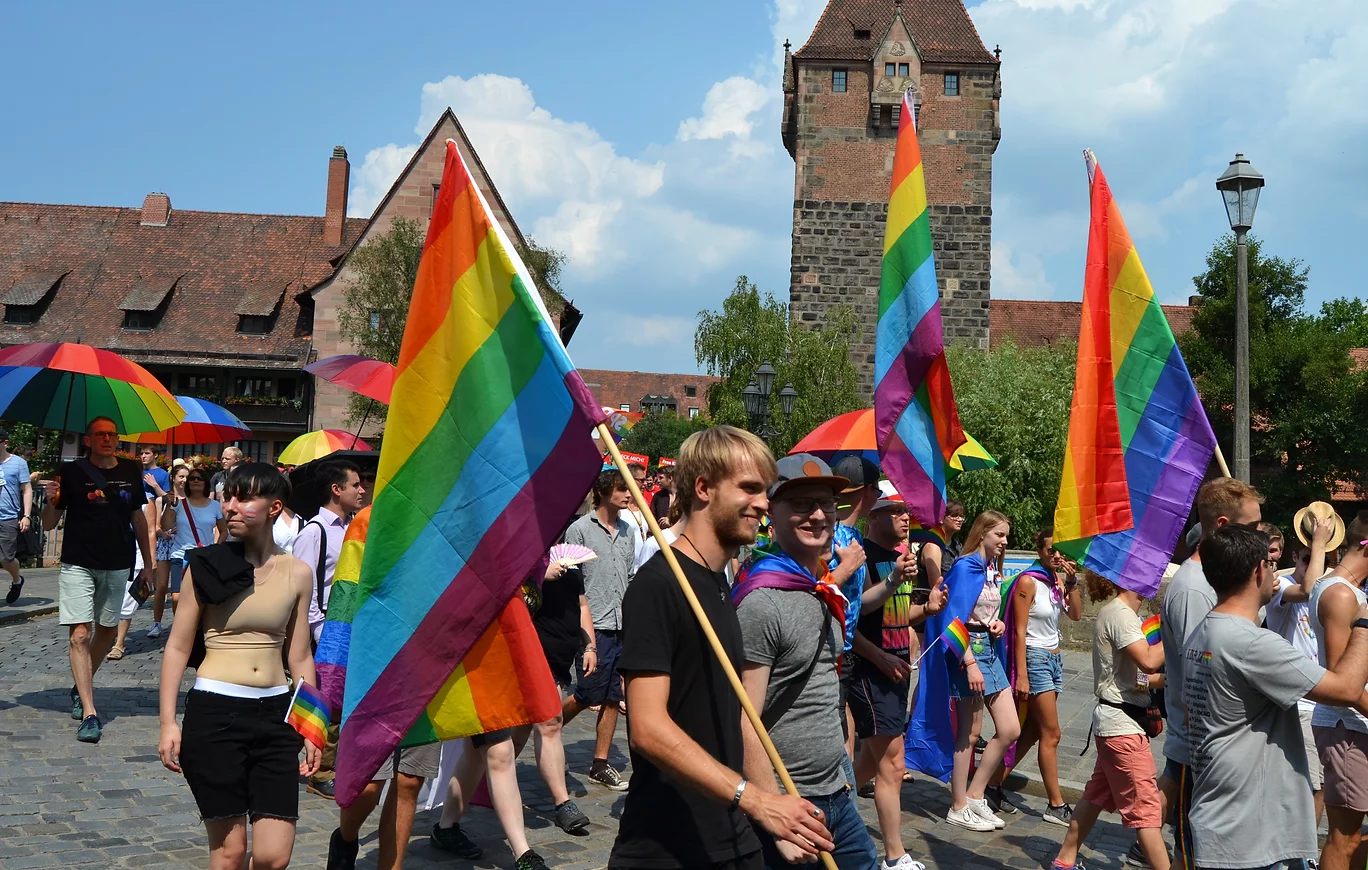
CSD an der Spitalbrücke
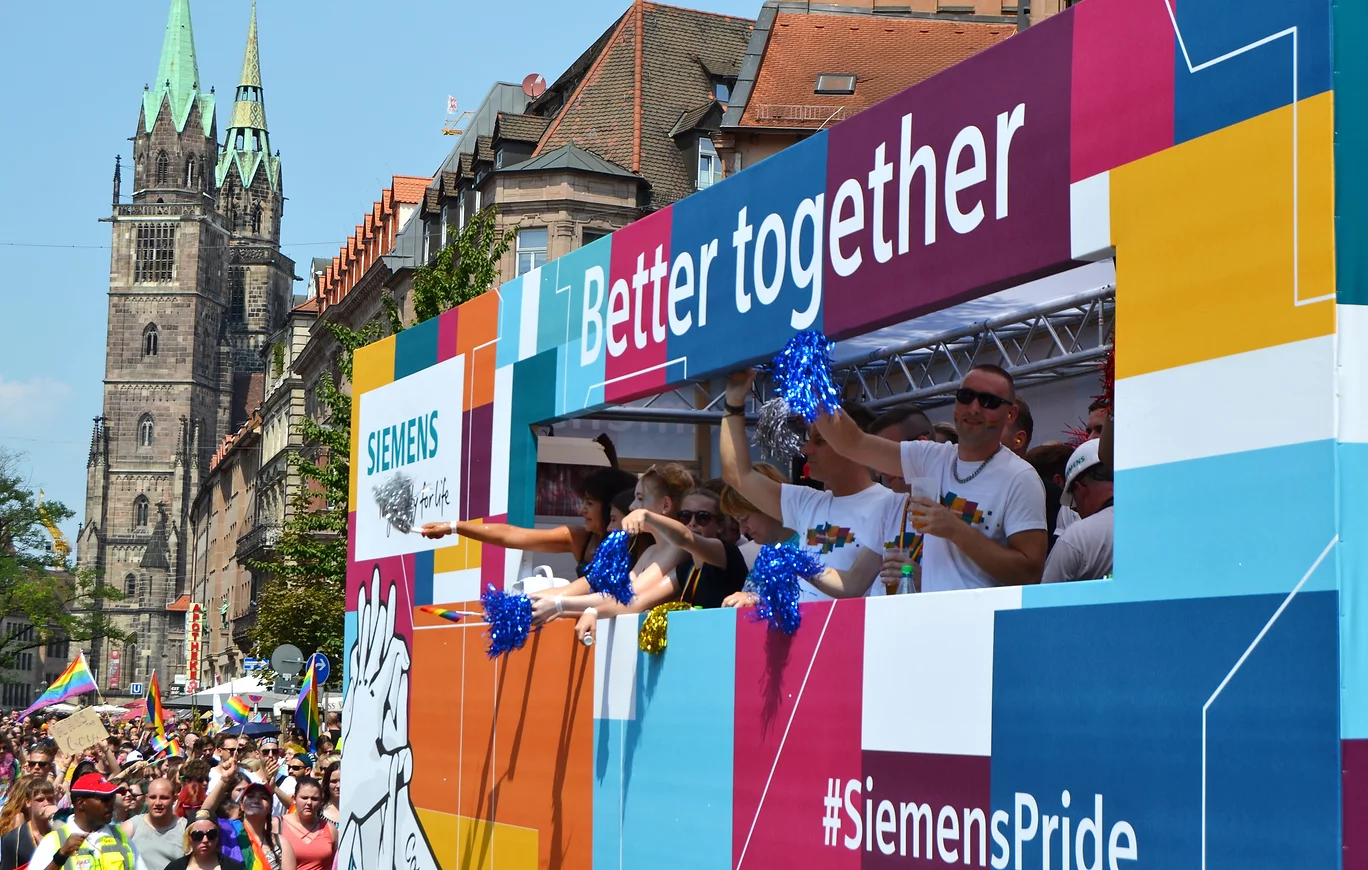
Wagen in der Königstraße
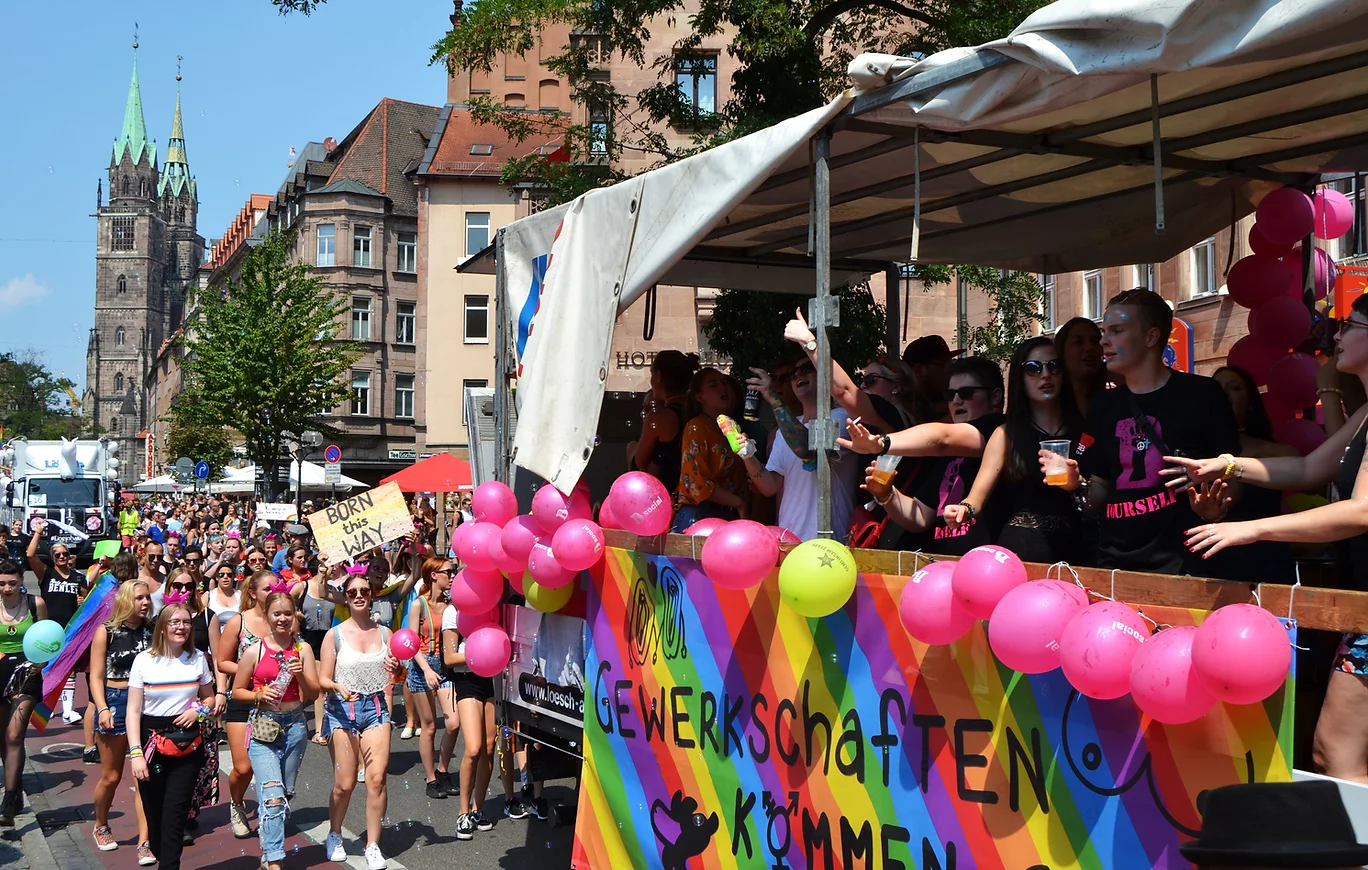
Wagen in der Königstraße
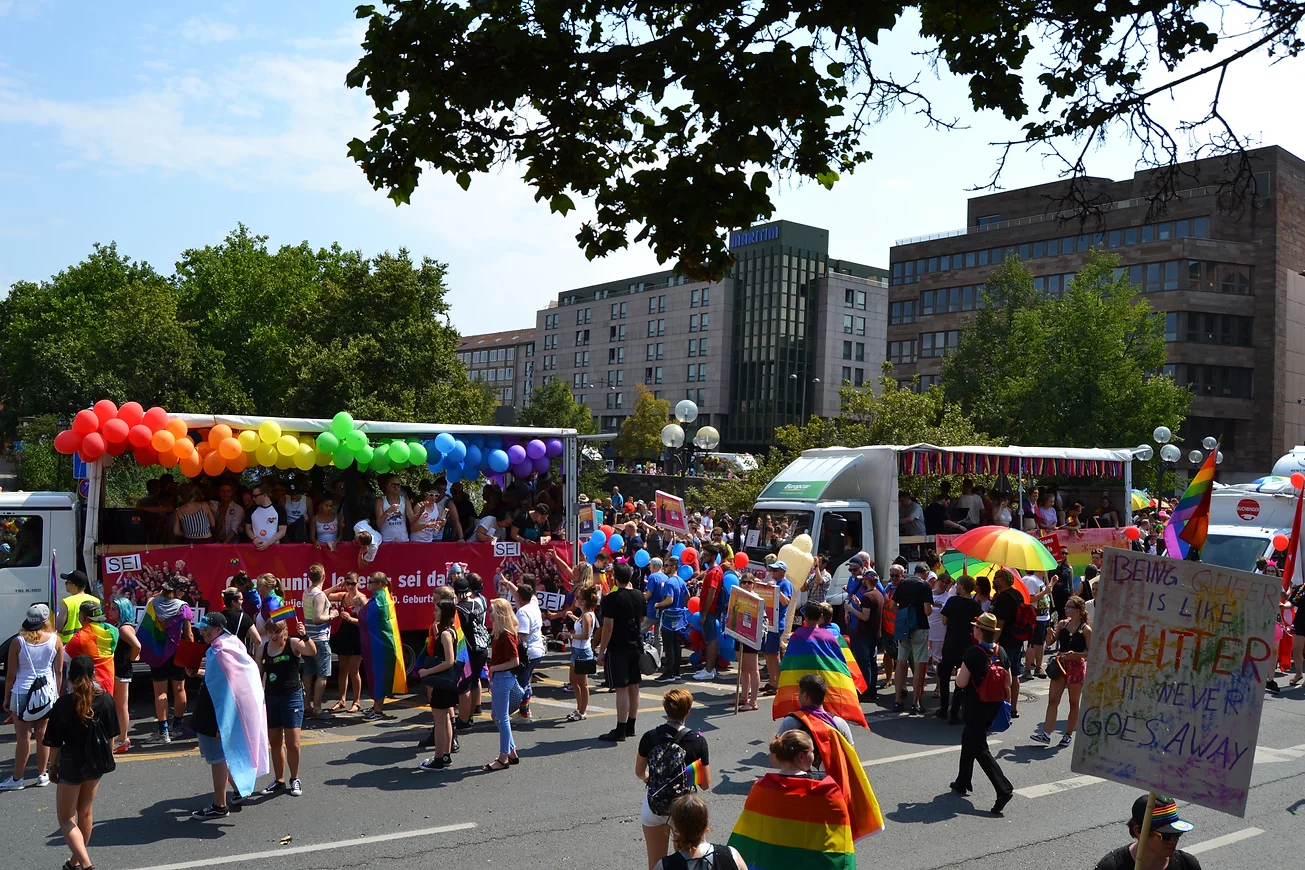
CSD am Magnus-Hirschfeld-Platz
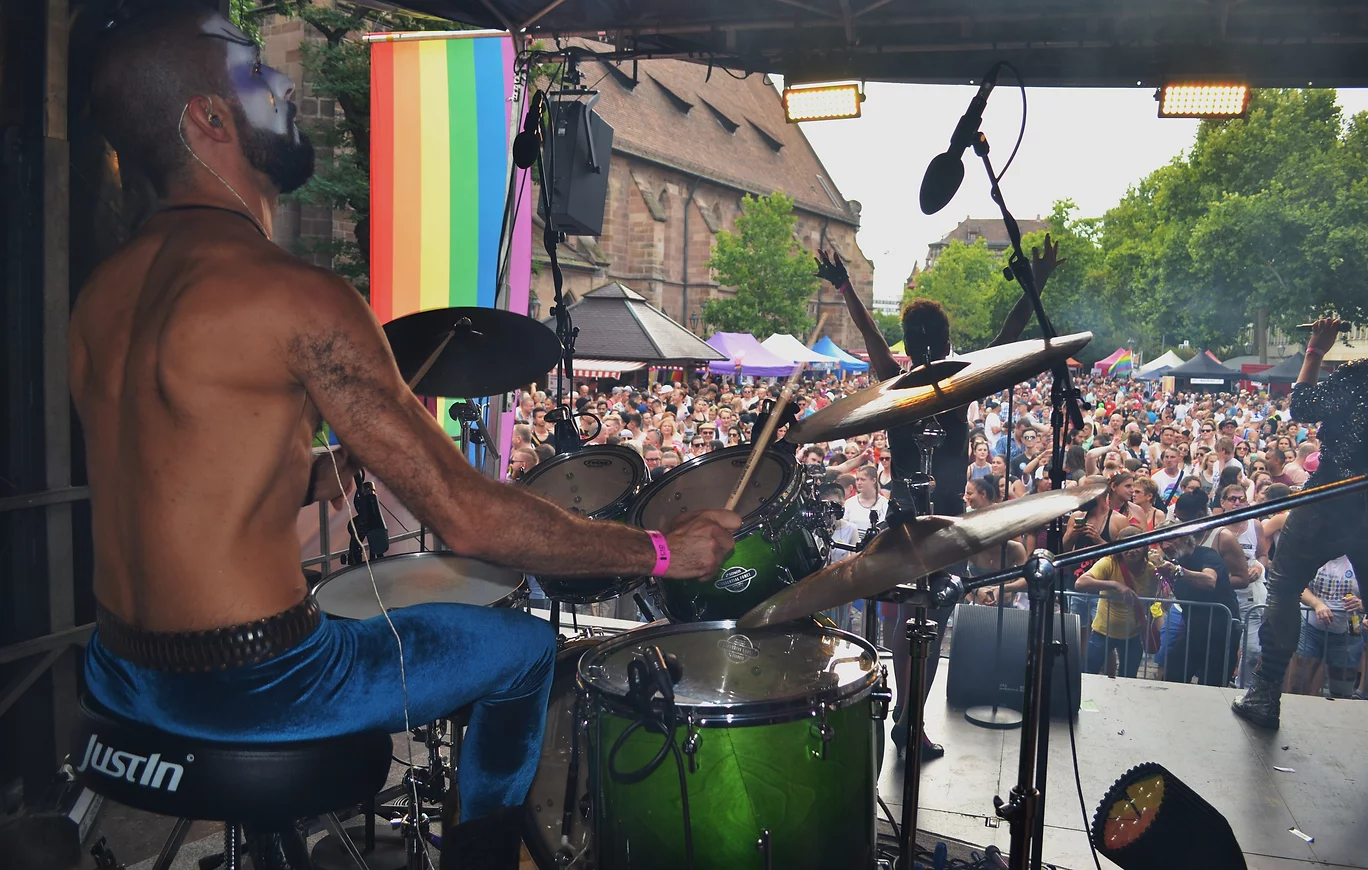
CSD Abschluss am Jakobsplatz
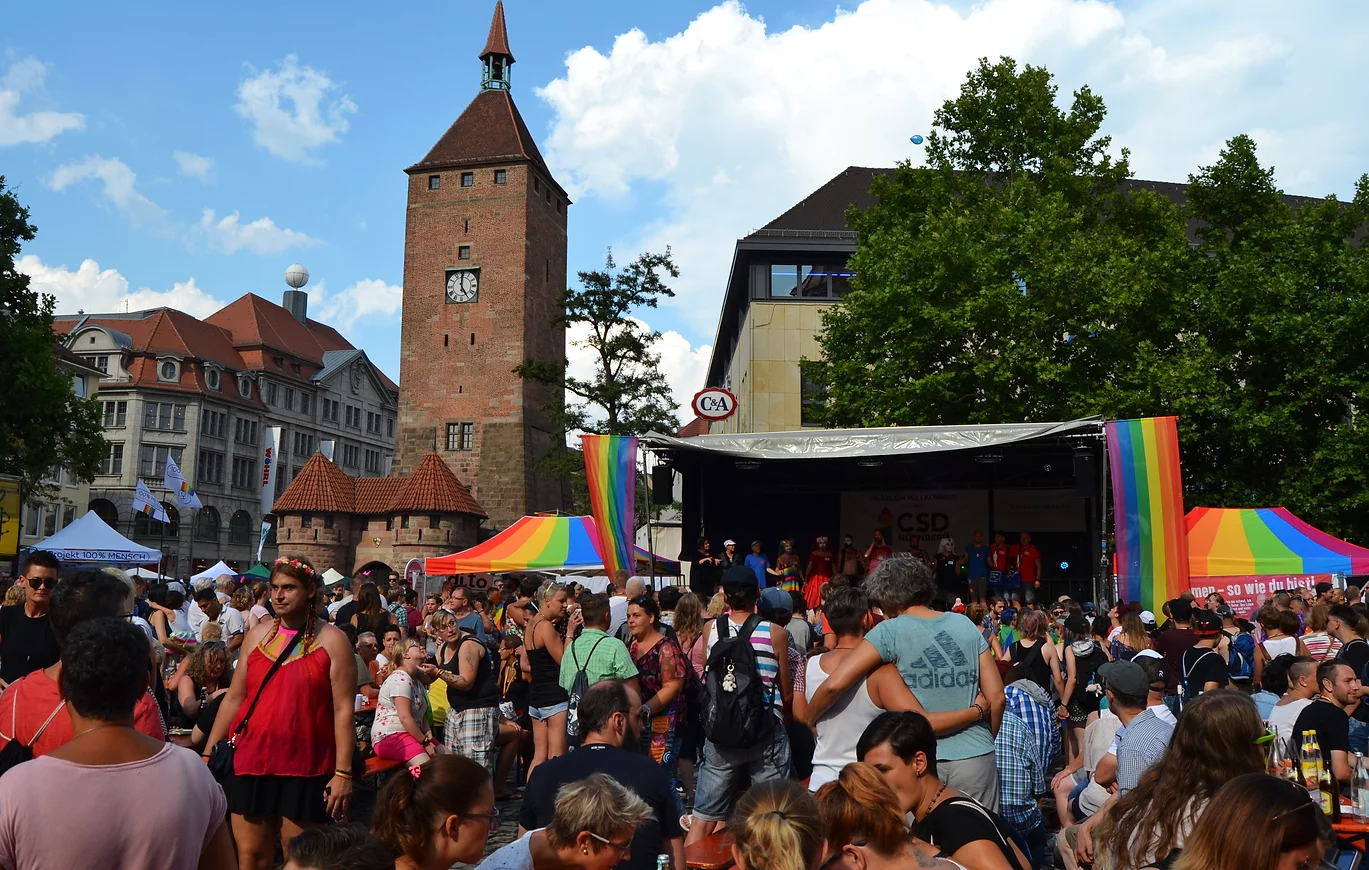
CSD Abschluss am Jakobsplatz
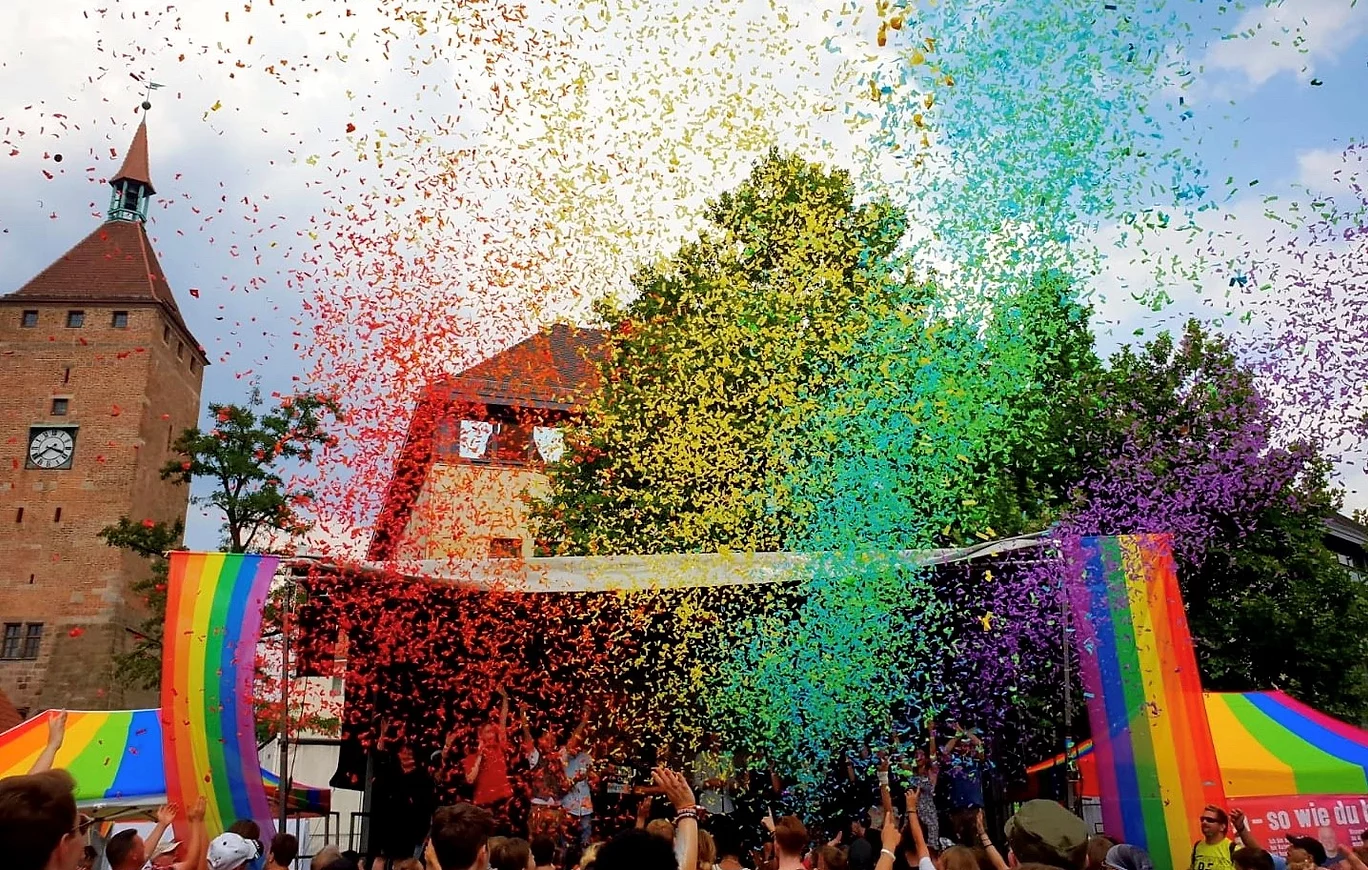
CSD Abschluss am Jakobsplatz
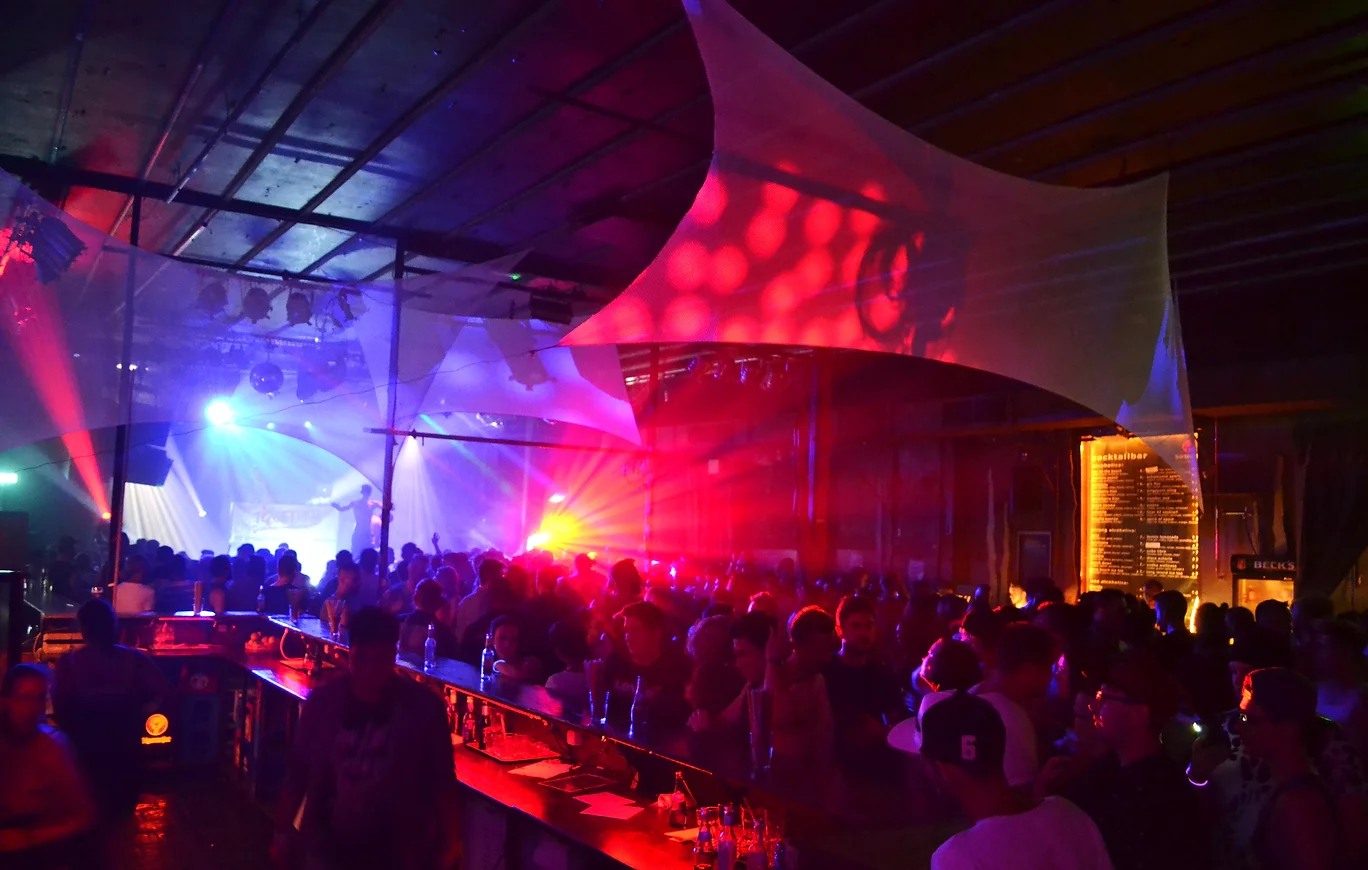
CSD Afterparty im Hirsch